# 1,1-dimetilhidrazina
La 1,1-dimetilhidrazina (o dimetilhidrazina asimétrica) es un compuesto orgánico de fórmula H2N-N-(CH3)2 derivado de la hidracina. Es utilizado como ingrediente de un combustible de cohetes espaciales hipergólico, generalmente junto con N2O4. Es bastante conocido por sigla en inglés UDMH (Unsymmetrical dimethylhydrazine, que significa Dimetilhidrazina asimétrica).
Este compuesto es tóxico, carcinógeno, y muy propenso a explotar en presencia de oxidantes. Durante la década de 1980 se conoció que la presencia en varios alimentos generaba cáncer, especialmente en jugos de manzana.

## Producción
La dimetilhidrazina asimétrica se produce industrialmente por dos rutas. Uno, basado en el proceso de Olin Raschig, implica la reacción de la cloramina con dimetilamina. Este método da el clorhidrato de hidrazina:
(CH3)2NH  +  NH2Cl   →   (CH3)2NNH2 + HCl
Alternativamente, la acetilhidrazina se puede N-metilar usando formaldehído para dar la N, N-dimetil-N'-acetilhidrazina, que puede hidrolizarse posteriormente:
CH3C(O)NHNH2  +  2 CH2O  +  2 H2   →   CH3C(O)NHN(CH3)2  +  2 H2O
CH3C(O)NHN(CH3)2  +  H2O   →   CH3COOH  +  H2NN(CH3)2